# Simpang Tiga (Kisam Tinggi)
Simpang Tiga is een bestuurslaag in het regentschap Ogan Komering Ulu Selatan van de provincie Zuid-Sumatra, Indonesië. Simpang Tiga telt 883 inwoners (volkstelling 2010).